# Gustav Wiederkehr

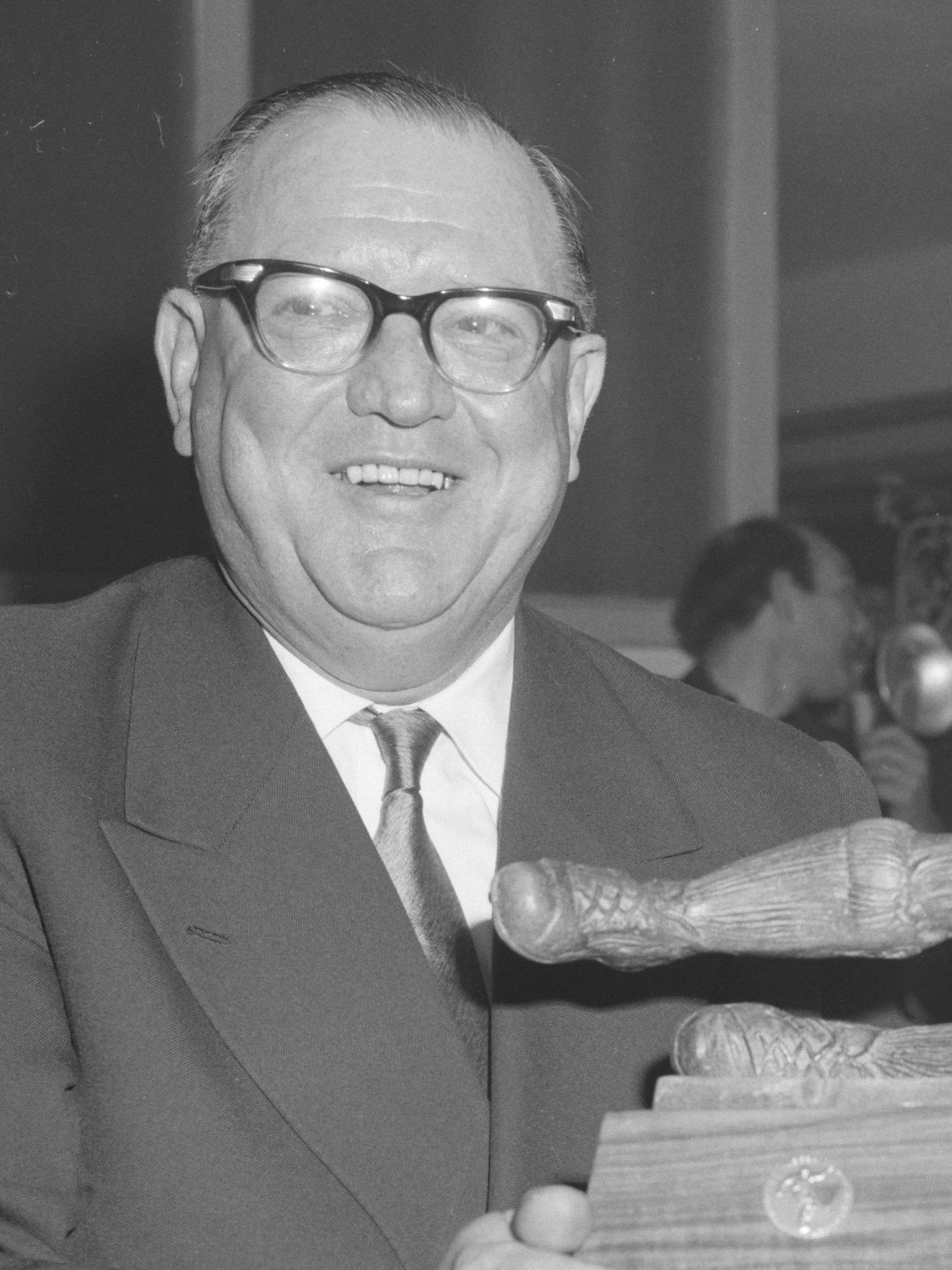
Gustav Wiederkehr (1962)

Gustav Max Wiederkehr (* 2. Oktober 1905 in Zürich; † 7. Juli 1972 ebenda) war ein Schweizer Unternehmer und Fussballfunktionär. Er war von 1954 bis 1964 Präsident des Schweizerischen Fussballverbandes (SFV) und von 1962 bis zu seinem Tod Präsident des europäischen Fussballverbandes UEFA.

## Leben
Wiederkehr ging in Zürich zur Schule und wurde im Alter von 21 Jahren Prokurist. 1932 machte er sich selbständig und gründete in Buchs SG eine Teppichfabrik. Bis 1937 holte er in seiner Freizeit die Matura nach. Das anschliessende Studium der Volkswirtschaft an der Universität Bern musste er 1939 unterbrechen, weil er nach Beginn des Zweiten Weltkriegs in den Aktivdienst eingezogen wurde; schliesslich brach er es ganz ab. Später weitete er seine Geschäftstätigkeit in der Teppichbranche aus: 1954 war er Mitgründer der Remstaler Teppichfabrik in Plüderhausen (Baden-Württemberg), 1969 Mitgründer der Alpina-Teppichwerke in Wetzikon.
Sein Wirken als Sportfunktionär begann 1931 mit der Gründung des Katholischen Männerturnclubs Zürich. 1936 wurde Wiederkehr Präsident des Zürcher Fussballclubs Young Fellows, eine Position, die er bis 1949 behielt. Er führte den Verein, der 1931 professionalisiert wurde, wieder zum Amateurismus zurück. YF hatte im Krieg die grösste Jugendabteilung und stellte am meisten Teams in der Meisterschaft. Er setzte sich für die Weiterbildung und den Aufstieg seiner Spieler im Beruf ein, wie das beispielsweise die Nationalspieler Walter Eich und Wädi Fink erfuhren.
1943 schuf er die Nationalliga B, die zweithöchste Spielklasse des Landes, 1946 wurde er ins Komitee des SFV gewählt. Schliesslich folgte 1954 die Wahl zum Präsidenten des SFV; dieses Amt übte er bis 1964 aus.
Am 17. April 1962 wurde Wiederkehr, der als brillanter Redner galt, in der bulgarischen Hauptstadt Sofia zum Präsidenten der UEFA gewählt. Unter seiner Führung wuchs die Bedeutung des Verbandes markant. 1963 wurde eine technische Kommission eingeführt, 1968 eine Schiedsrichterkommission. Es entstanden auch zwei neue Wettbewerbe, 1971 der UEFA-Cup und 1972 die U-23-Europameisterschaft. Daneben war Wiederkehr ab 1971 auch Vizepräsident des Weltfussballverbandes FIFA. Er starb im Alter von 66 Jahren unerwartet an seinem Arbeitsplatz.